# Penguin Island (Australie-Occidentale)
Penguin Island (île du Manchot en français) est une île côtière d’Australie-Occidentale, située au large de Perth, à 700 m face à Rockingham. D’une surface de 12,5 ha, elle est habitée par la plus grande colonie de manchots pygmées d’Australie-Occidentale. Les eaux qui la bordent forment le parc marin des îles de Shoalwater (en).
L’île est accessible en ferry ainsi qu’à pied à basse mer. La présence humaine y est strictement réglementée et autorisée uniquement la journée, de mi-septembre à début juin selon les conditions météorologiques.